# Józef Beker
Józef Beker (ur. 28 marca 1937 w Starym Mieście koło Tarnopola) – polski kolarz szosowy, zawodnik klubu LZS Mokrzeszów, zwycięzca Tour de Pologne z 1965 roku.
W roku 1961 zdobył tytuł mistrza Polski w wyścigu drużynowym a w roku 1966 został wicemistrzem Polski w wyścigu górskim. Uczestnik Tour de Pologne w latach: 1961 - 9. miejsce, 1962 - 6. miejsce, 1963 - 3. miejsce, 1966 - 6. miejsce. Uczestnik Wyścigu Pokoju w latach 1961–1963 i uczestnik mistrzostw świata w latach 1961–1964, 1966 podczas których najlepsze miejsca zajął w wyścigu drużynowym na 100 km 5. w roku 1963 i 8. w roku 1968.
Zwycięzca klasyfikacji PZKol i Challenge "PS" na najlepszego kolarza szosowego w 1961 roku.
Na igrzyskach w Tokio wystartował w wyścigu drużynowym na 100 km (partnerami byli: Andrzej Bławdzin, Jan Magiera, Rajmund Zieliński). Polska drużyna zajęła 11. miejsce.